# Национальная кампания «Честь для женщин»
Национальная кампания «Честь для женщин» — это неправительственная женская организация в Южной Азии, основана в 2009 году в Индии активисткой-борцом за права женщин Манаси Прадхан.

## Миссия
Основная цель кампании — положить конец насилию в отношении женщин в Индии и обеспечить экономическую, социальную и политическую справедливость для индийских женщин.

## История
Кампания была основана в Индии активисткой за права женщин Манаси Прадхан в 2009 году и направлена на прекращение насилия в отношении женщин. Первоначально созданная под эгидой OYSS Women кампания активизировалось после инцидента с групповым изнасилованием в Дели в 2012 году.

## Стратегия

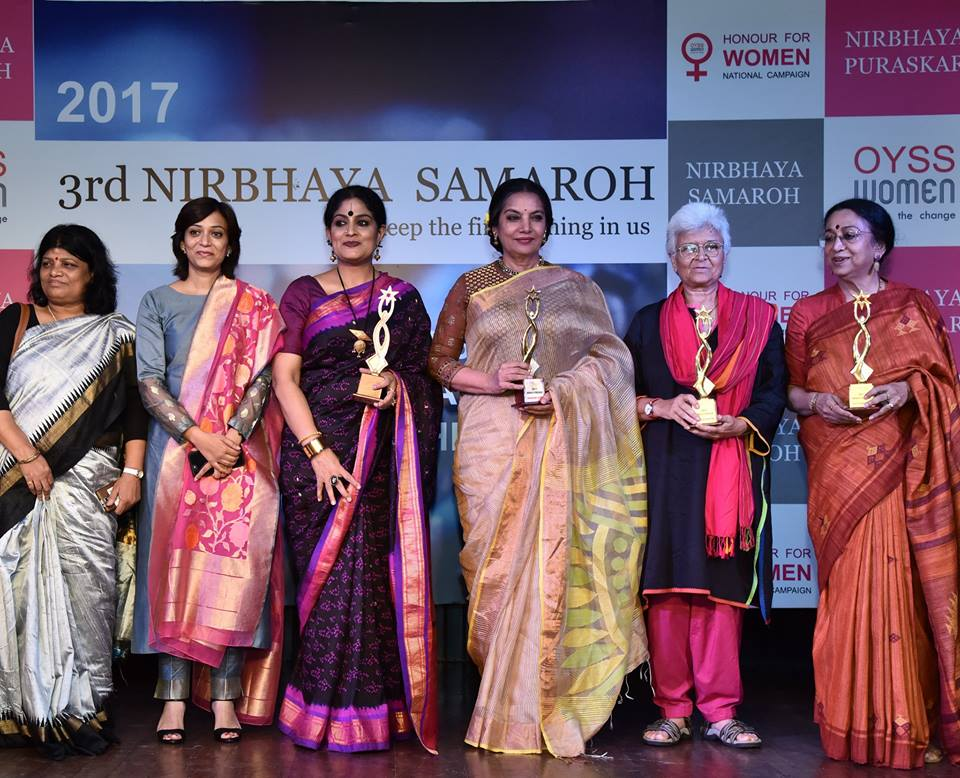
Манаси Прадхан, Гита Чандран, Шабана Азми, Камла Бхасин и Минакши Гопинатх на мероприятии Нирбхайя Самаро 2017, проводимом Национальной кампанией «Честь для женщин» в Нью-Дели.

Кампания создает киоски «за права женщин», фестиваль прав женщин, встречи по правам женщин, литературу по правам женщин, аудиовизуальные дисплеи и уличные шествия для повышения осведомленности о правовых и институциональных положениях по борьбе со злодеяниями в отношении женщин.
Кампания так же оказывает давление на государство, мобилизуя общественное мнение для сдерживания насилия в отношении женщин. 

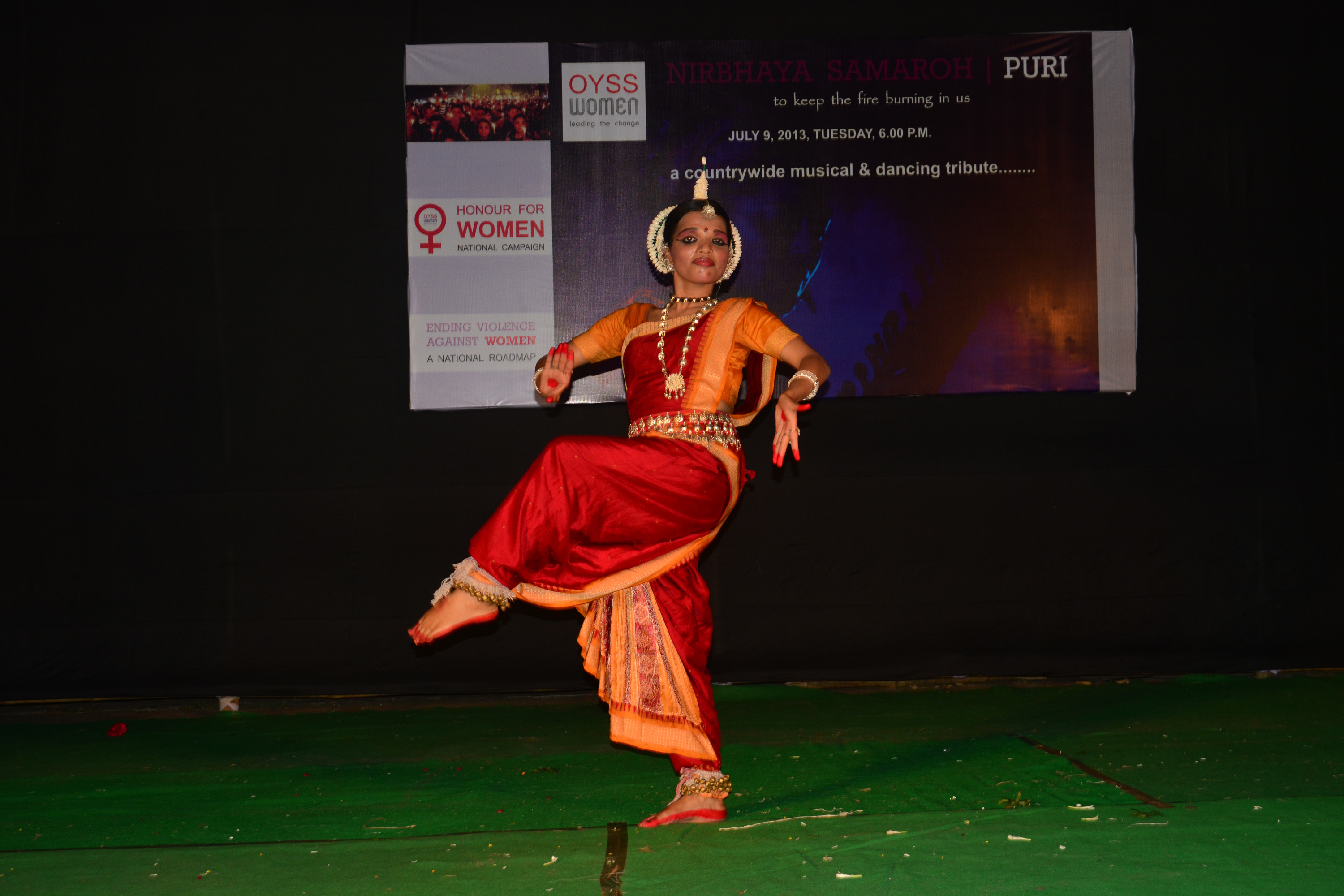
Культурная программа в рамках кампании, 2013 год

После четырехлетних усилий, включавших серию семинаров, мастер-классов и консультаций на национальном и государственном уровне с участием заинтересованных сторон со всей Индии, движение разработало проект «Национальная дорожная карта прекращения насилия в отношении женщин» (англ. Ending Violence against Women: A National Roadmap), который представляет собой Хартию из четырех пунктов (англ. Four-Point Charter):
1. Полный запрет на торговлю спиртными напитками
2. Обучение женщин самообороне
3. Создание специальных силы охраны безопасности женщин в каждом районе
4. Ускоренный суд и специальные следственные и прокурорские подразделения по правам женщин в каждом округе[15]

Так же кампания настаивает на административных, судебных и полицейских реформах в отношении прав женщин.

## Деятельность
В начале 2014 года чтобы оказать давление на администрации штатов Индии по выполнению хартии кампанией был создан корпус волонтёров под названием «Нирбхая Вахини» (англ. Nirbhaya Vahini), в котором состоят более 10 000 женщин-волонтеров.